# ایان پیس
ایان اندرسون پیس (به انگلیسی: Ian Anderson Paice) درامر گروه راک دیپرپل و تنها بازمانده از ترکیب اولیه گروه‌است.
او با نام کامل ایان اندرسن پیس زادهٔ ۲۹ ژوئن ۱۹۴۸ در ناتینگهام انگلیس است و به‌غیر از دیپرپل با وایت‌اسنیک و گری مور هم در ضبط چند آلبوم همکاری داشته‌است.
پیس موسیقی را با ویولن آغاز کرد و این پیش از آن بود که در ۱۵ سالگی فراگیری درامز را آغاز کند. پس از آن‌که نوازندگی در گروه‌های مختلف را تجربه کرد در سال ۱۹۶۸ به گروه تازه تأسیس دیپ پرپل پیوست. اعضای دیگر دیپ پرپل در آن زمان راد اِوَنس (خواننده)، جان لرد (نوازندهٔ کیبورد)، ریچی بلکمور (گیتاریست) و نیک سیمپر (باسیست) بودند. مدتی بعد اِوَنس و سیمپر از گروه جدا شدند و ایان گیلان و راجر گلاور جایگزین آن‌ها شدند. آن‌ها در دههٔ ۱۹۷۰ میلادی و با پنج آلبوم In Rock ‏(۱۹۷۰)، Fireball ‏(۱۹۷۱)،  Machine Head ‏(۱۹۷۲)، Made in Japan ‏(۱۹۷۲) و
Who Do You Think We Are ‏(۱۹۷۳) تبدیل به یکی از گروه‌های نامدار راک در سطح بین‌المللی شدند.